# Temporada 1974-75 de los Detroit Pistons
La temporada 1974-75 fue la vigésimo séptima de los Pistons en la NBA, y la decimoctava en su localización de Detroit, Míchigan. La temporada regular acabaron con 40 victorias y 42 derrotas, ocupando la quinta posición de la Conferencia Oeste, clasificándose para los playoffs, donde cayeron en primera ronda ante Seattle SuperSonics.

## Elecciones en elDraft
| Ronda | Puesto | Jugador     | Posición | Nacionalidad   | Universidad |
| ----- | ------ | ----------- | -------- | -------------- | ----------- |
| 1     | 15     | Al Eberhard | Alero    | Estados Unidos | Missouri    |
| 2     | 33     | Eric Money  | Base     | Estados Unidos | Arizona     |
| 10    | 175    | Bill Ligon  | Escolta  | Estados Unidos | Vanderbilt  |

## Temporada regular
| División Medio Oeste      | División Medio Oeste | División Medio Oeste | División Medio Oeste | División Medio Oeste | División Medio Oeste | División Medio Oeste | División Medio Oeste | División Medio Oeste |
| Equipo                    | G                    | P                    | %                    | PD                   | Casa                 | Fuera                | Div                  |                      |
| ------------------------- | -------------------- | -------------------- | -------------------- | -------------------- | -------------------- | -------------------- | -------------------- | -------------------- |
| y-Chicago Bulls           | 47                   | 35                   | .573                 | –                    | 29–12                | 18–23                | 11–15                |                      |
| x-Kansas City–Omaha Kings | 44                   | 38                   | .537                 | 3                    | 29–12                | 15–26                | 17–9                 |                      |
| x-Detroit Pistons         | 40                   | 42                   | .488                 | 7                    | 26–15                | 14–27                | 10–16                |                      |
| Milwaukee Bucks           | 38                   | 44                   | .463                 | 9                    | 25–16                | 13–28                | 14–12                |                      |

## Playoffs

### Primera ronda
Seattle SuperSonics vs. Detroit Pistons 
| Fecha       | Partido                                      | Ciudad     |
| ----------- | -------------------------------------------- | ---------- |
| 8 de abril  | Seattle SuperSonics 90, Detroit Pistons 77   | Seattle    |
| 10 de abril | Detroit Pistons 122, Seattle SuperSonics 106 | Nueva York |
| 12 de abril | Seattle SuperSonics 100, Detroit Pistons 93  | Seattle    |
|             | Seattle SuperSonics gana las series 2-1      |            |

## Estadísticas
| Rk | Jugador        | Edad | P  | PT | MP   | TC  | TCI  | %TC  | TL  | TLI | %TL  | RO  | RD  | RT   | AS  | RB  | TAP | BP | FP  | PTS  |
| -- | -------------- | ---- | -- | -- | ---- | --- | ---- | ---- | --- | --- | ---- | --- | --- | ---- | --- | --- | --- | -- | --- | ---- |
| 1  | Dave Bing      | 31   | 79 |    | 40.8 | 7.3 | 16.9 | .434 | 4.3 | 5.4 | .809 | 1.1 | 2.5 | 3.6  | 7.7 | 1.5 | 0.3 |    | 2.8 | 19.0 |
| 2  | Bob Lanier     | 26   | 76 |    | 39.3 | 9.6 | 18.9 | .510 | 4.8 | 5.9 | .802 | 3.0 | 9.1 | 12.0 | 4.6 | 1.0 | 2.3 |    | 3.1 | 24.0 |
| 3  | Curtis Rowe    | 25   | 82 |    | 34.0 | 5.1 | 10.7 | .483 | 2.1 | 2.8 | .753 | 2.1 | 5.0 | 7.1  | 1.5 | 0.6 | 0.5 |    | 2.3 | 12.4 |
| 4  | Don Adams      | 27   | 51 |    | 27.0 | 2.5 | 6.2  | .403 | 0.9 | 1.5 | .577 | 1.2 | 3.5 | 4.8  | 1.5 | 1.4 | 0.4 |    | 3.5 | 5.9  |
| 5  | Howard Porter  | 26   | 41 |    | 25.1 | 4.6 | 9.2  | .500 | 1.4 | 1.7 | .843 | 1.6 | 3.7 | 5.3  | 0.4 | 0.5 | 0.6 |    | 1.9 | 10.6 |
| 6  | John Mengelt   | 25   | 80 |    | 24.9 | 4.2 | 8.8  | .479 | 2.6 | 3.1 | .851 | 0.5 | 1.9 | 2.4  | 2.5 | 0.9 | 0.1 |    | 2.5 | 11.0 |
| 7  | Chris Ford     | 26   | 80 |    | 24.5 | 2.6 | 5.4  | .474 | 0.8 | 1.2 | .663 | 1.2 | 2.2 | 3.4  | 2.9 | 1.4 | 0.3 |    | 2.3 | 5.9  |
| 8  | George Trapp   | 26   | 78 |    | 18.9 | 3.7 | 8.4  | .442 | 1.3 | 1.7 | .756 | 0.9 | 2.6 | 3.5  | 0.8 | 0.5 | 0.2 |    | 2.7 | 8.7  |
| 9  | Willie Norwood | 27   | 24 |    | 14.5 | 2.7 | 5.1  | .520 | 1.3 | 1.8 | .738 | 1.3 | 2.4 | 3.7  | 0.7 | 1.0 | 0.0 |    | 2.1 | 6.6  |
| 10 | Jim Davis      | 33   | 79 |    | 13.6 | 1.5 | 3.3  | .454 | 1.1 | 1.5 | .726 | 1.2 | 2.4 | 3.6  | 1.1 | 0.6 | 0.5 |    | 1.6 | 4.1  |
| 11 | Eric Money     | 19   | 66 |    | 13.5 | 2.2 | 4.8  | .451 | 0.5 | 0.7 | .689 | 0.4 | 0.9 | 1.3  | 1.5 | 0.5 | 0.0 |    | 1.8 | 4.8  |
| 12 | Al Eberhard    | 22   | 34 |    | 8.1  | 0.9 | 2.5  | .365 | 0.5 | 0.6 | .810 | 0.5 | 0.9 | 1.4  | 0.5 | 0.4 | 0.0 |    | 1.0 | 2.3  |
| 13 | Bill Ligon     | 22   | 38 |    | 7.2  | 1.4 | 3.8  | .385 | 0.4 | 0.7 | .640 | 0.4 | 0.3 | 0.7  | 0.7 | 0.2 | 0.2 |    | 0.8 | 3.3  |
| 14 | Otto Moore     | 28   | 2  |    | 5.5  | 0.5 | 2.0  | .250 | 0.5 | 1.0 | .500 | 0.0 | 1.0 | 1.0  | 0.5 | 0.0 | 0.5 |    | 1.0 | 1.5  |

## Galardones y récords
| Jugador    | Galardón |
| Dave Bing  | All-Star |
| Bob Lanier | All-Star |